# Smells Like Nirvana
«Smells Like Nirvana» es una canción interpretada por "Weird Al" Yankovic. Es una parodia de «Smells Like Teen Spirit» de Nirvana. Fue lanzada como el tercer sencillo del álbum Off the Deep End. El sencillo fue uno de los más exitosos de "Weird Al" Yankovic, alcanzando la posición 35 en el Billboard Hot 100 y en el Mainstream Rock Tracks.

## Listado de canciones
| Sencillo promocional |                       |          |  |
| N.º                  | Título                | Duración |  |
| 1.                   | «Smells Like Nirvana» | 3:42     |  |

| Sencillo (Estados Unidos) |                       |          |  |
| N.º                       | Título                | Duración |  |
| 1.                        | «Smells Like Nirvana» | 3:42     |  |
| 2.                        | «Waffle King»         | 4:26     |  |

| Sencillo (Reino Unido) |                       |          |  |
| N.º                    | Título                | Duración |  |
| 1.                     | «Smells Like Nirvana» | 3:42     |  |
| 2.                     | «Trigger Happy»       | 3:46     |  |
| 3.                     | «Waffle King»         | 4:26     |  |

| Sencillo (Canadá) |                                            |          |  |
| N.º               | Título                                     | Duración |  |
| 1.                | «Smells Like Nirvana»                      | 3:42     |  |
| 2.                | «Smells Like Nirvana» (con solo adicional) | 4:47     |  |

## Video musical
El video musical de la canción fue dirigido por Jay Levey, el agente de Yankovic. El video es una parodia del videoclip de «Smells like Teen Spirit», el cual muestra a la banda tocando en un concierto colegial que se convierte en un mosh pit. Yankovic aparece como Kurt Cobain mientras Steve Jay interpreta a Krist Novoselic y Jon Schwartz a Dave Grohl. Los tres aparecen con ropa gastada y cabello largo imitando la apariencia de Nirvana en el video de «Smells like Teen Spirit». El video fue filmado en el mismo set en el que se filmó el video de Nirvana e incluso el conserje es interpretado por el mismo actor. El video estuvo nominado en la categoría de Mejor video masculino en los MTV Video Music Awards de 1992.

## Listas de popularidad
| Lista (1992)                     | Posición más alta |
| -------------------------------- | ----------------- |
| Australian Singles Chart         | 24                |
| Billboard Hot 100                | 35                |
| Billboard Hot 100 Singles Sales  | 12                |
| Billboard Mainstream Rock Tracks | 35                |
| UK Singles Chart                 | 58                |